# Последние любовники (фильм)
«Последние любовники» (англ. Porto) — кинофильм 2016 года режиссёра Гейба Клингера, снятый в жанре мелодрамы. Дебютный художественный фильм Клингера, выпущенный после смерти исполнителя главной роли Антона Ельчина.

## Сюжет
Американский экспат Джейк, скитаясь по свету, приезжает в португальский город Порту. Там он сталкивается с французской студенткой-археологом Мати, которая страдает от собственных душевных ран. Они встречаются случайно на раскопках, а затем в кафе; мимолётная встреча превращается в спонтанное свидание, которое длится всю ночь. Эти события фильм показывает трижды как воспоминания расставшихся героев: с точки зрения Джейка, Мати и синтеза их представлений о произошедшем.

## В ролях
| Актёр                  | Роль                        |
| ---------------------- | --------------------------- |
| Люси Лукас             | Мати Варнье (Mati Vargnier) |
| Антон Ельчин           | Джейк Климан (Jake Kleeman) |
| Шанталь Акерман        | Голос                       |
| Florie Auclerc-Vialens | Бланка (Blanca)             |
| Франсуаза Лебрюн       | Эпизод                      |
| Од Пепен               | Элис (Alice)                |
| Paulo Calatré          | João Monteiro Oliveira      |
| Filomena Gigante       | Эпизод                      |
| Rita Pinheiro          | Эпизод                      |

## Прокат
Мировая премьера фильма состоялась в сентябре 2016 года в рамках программы «Новые режиссёры» международного кинофестиваля в Сан-Себастьяне, а в дальнейшем он был представлен в основных программах Туринского и Лондонского кинофестивалей. Премьера в американском прокате, где фильм представляло агентство Kino Lorber, состоялась в марте 2017 года.

## Критика
Фильм получил смешанные отзывы: на сайте Rotten Tomatoes он имеет среднюю оценку 53 из 100 на основе обзоров 31 критика, а на сайте Metacritic средний балл 48 («смешанные или средние оценки») на основе 11 обзоров. Критик The Hollywood Reporter Стивен Фарбер называет киноленту захватывающей и амбициозной, но не вполне оправдывающей ожидания. Он сравнивает её с фильмом Ричарда Линклейтера «Перед рассветом», но отмечает, что работа Клингера намного более откровенно сексуальна. Он также проводит параллели с классической мелодрамой «Двое на дороге», но оговаривается, что «Последние любовники» сняты с намного более скромным бюджетом и не могут конкурировать с Одри Хепбёрн и Альбертом Финни по части глубины раскрытия чувств героев. Обозреватель The Village Voice Эйприл Вулф, отдавая должное техническому мастерству и декадентской элегантности съёмок, отмечает, что чувства героев её никак не тронули. Критик The New Yorker Ричард Броди пишет, что лента полна клише, а «игра» со временными линиями как будто призвана замаскировать отсутствие содержания за красивой формой.
Обозреватель журнала Variety Гай Лодж отмечает, что «Порто» — первый художественный фильм Клингера, ранее бывшего кинокритиком и известного как учёный и режиссёр-документалист, и его художественный дебют — это «фильм кинокритика», изобилующий отсылками к наследию предшественников, которые менее вовлечённого в тему зрителя будут раздражать или отпугивать, а знатоку доставят наслаждение. Вулф и Ричард Броди характеризуют фильм с его многочисленными сексуальными сценами как «беззастенчивую мужскую фантазию», а диалоги в таких сценах Вулф находит наиболее отталкивающими. По её мнению, в картине слишком много тусклых сцен, из-за которых 77 минут экранного времени ощущаются как намного более затянутый отрезок:

В этом фильме люди ходят. Они идут от берега моря по улице, откуда они, возможно, идут в бар или ресторан, или через поле с высокими травами. На зернистой киноплёнке их хождения, возможно, должны были быть насыщены глубоким смыслом, особенно когда они шагают мимо романской и готической деревенской архитектуры. Но нет. Они просто идут.
Оригинальный текст (англ.)People walk in this film. They walk from the seaside down a street, where they will walk possibly to a bar or a restaurant or maybe through a field of tall grass. On grainy film stock, their walking maybe is meant to be imbued with profundity, especially as they stroll through a village of Romanesque and gothic architecture. But no. They’re just walking.

Критики положительно оценивают актёрскую работу Антона Ельчина. Лодж упоминает скупой но выразительный язык тела, простодушные задумчивые глаза и смесь мягкости и твёрдого упрямства в поведении героя. Фарбер считает, что актёру хорошо удалось передать юношеское чувство к более зрелой женщине. Лодж также отмечает отдельно небольшую, но яркую роль матери Мати в исполнении Франсуазы Лебрюн, которая, по оценке критика, за недолгое пребывание на экране едва не переключает на себя фокус всего фильма. Броди называет сцену с участием Лебрюн единственной в фильме снятой с воображением.
Оценивая операторскую работу, Лодж пишет, что сам город Порту, где снималась картина, можно считать её третьей «звездой» наряду с исполнителями главных ролей; напротив, Фарбер считает, что кинематографистам не удалось в достаточной мере передать атмосферу этого города, что называет одной из главных неудач картины. Лодж отмечает используемые Клингером и оператором Уайеттом Гарфилдом переходы между разными плёнками (35-мм, 16-мм и Super 8) как средство передачи разных оттенков воспоминаний, расплывающиеся контуры и общую атмосферу беспокойного сна, отражающую состояние души главного героя. Лодж считает использование выходящей из употребления киноплёнки ещё одним авторским жестом, намекающим на преходящий характер событий отношений героев, тщетно пытающихся возродить прошлое. Фарбер считает, что использование наиболее широкоформатной 35-мм плёнки подчёркивает чувственность встречи героев. Вулф отмечает умелое использование освещения в интимных сценах, когда герои, залитые тёплым жёлтым светом и окружённые темнотой, как будто плывут в пространстве.